# 青伊湖镇
青伊湖镇，是中华人民共和国江苏省宿迁市沭阳县下辖的一个乡镇级行政单位。
2021年3月2日，将青伊湖农场划入青伊湖镇行政区域。

## 行政区划
青伊湖镇下辖以下地区：
滥洪社区、戚庄村、荣吴村、后乡村、马场村、王场村、北槽坊村、湖湾村、姚沟村、高庄村和蔷薇村。